# Arquidiocese de Hamburgo
A Arquidiocese de Hamburgo (em latim: Archidioecesis Hamburgensis) é uma circunscrição eclesiástica católica na cidade de Hamburgo, na Alemanha. A diocese abrange todo o território pertencente ao Estado Federal do Hamburgo e Schleswig-Holstein, bem como o Mecklemburgo e todo o Estado Federal do Mecklemburgo-Pomerânia Ocidental. Em termos de área de superfície é o maior da Alemanha. Caracteriza-se por sua situação como uma diocese na diáspora. A sede do arcebispo é a Nova Catedral de Santa Maria em Sankt Georg, em Hamburgo.

## História
Em 831, Hamburgo foi elevada a arcebispado pelo Papa Gregório IV e em 834 o monge beneditino Ansgar foi eleito como o primeiro arcebispo. Após o saque de Hamburgo pelos vikings, em 845, o arcebispado de Hamburgo foi unido ao bispado de Bremen, e a sede do arcebispo foi transferida para Bremen. Ainda assim, havia um capítulo da catedral em Hamburgo com vários direitos especiais, que começou a construir a Catedral de Santa Maria. Os titulares da sé de Hamburgo-Bremen são geralmente intitulados Arcebispo de Hamburgo e Bispo de Bremen entre 848 e 1072, no entanto, alguns arcebispos posteriores continuaram a tradição de nomear ambas as dioceses até 1258. Durante a Reforma, o bispado sofreu uma deterioração constante e, finalmente, com a Paz de Vestfália em 1648, deixou de existir.
Pela constituição apostólica Omnium Christifidelium do Papa João Paulo II, de 24 de outubro de 1994, que entrou em vigor em 7 de janeiro de 1995, a arquidiocese de Hamburgo foi reerguida. Hoje, ela abrange um território que antes pertencia às dioceses de Osnabrück e Hildesheim, a saber, a Cidade Livre e Hanseática de Hamburgo, o Estado de Schleswig-Holstein e o meio-Estado de Mecklemburgo. A catedral e o vigário-geral estão sediados no bairro de Sankt Georg, localizado no distrito de Hamburgo-Central.

## Ordinários
- Ludwig Averkamp (24 de outubro de 1994 – 16 de fevereiro de 2002)
- Werner Thissen (22 de novembro de 2002 – 24 de março de 2014)
- Stefan Hesse (26 de janeiro de 2015 – presente)